# جولين (فلم)
جولين هو فيلم درامي أمريكي عام 2008 من إخراج دان أيرلند، يستند إلى قصة قصيرة للمخرج إي إل دوكتورو.  كان أول ظهور للمثلة جيسيكا شاستين. تم عرضه لأول مرة في 13 يونيو 2008 في مهرجان سياتل السينمائي الدولي وتم إصداره لاحقًا في الولايات المتحدة في 29 أكتوبر 2010.

## طاقم التمثيل
- جيسيكا شاستين في دور جولين
- فرانسيس فيشر بدور سيندي
- روبرت فيرند في دور كوكو ليجر
- ديرموت مولروني بدور العم فيل
- زيب نيومان في دور ميكي
- شاز بالمينتيري في دور سال فونتين
- دينيس ريتشاردز في دور مارين
- تيريزا راسل في دور العمة كاي
- مايكل فارتان في دور براد